# Gare de Krasne
 (avril 2023).
Si vous disposez d'ouvrages ou d'articles de référence ou si vous connaissez des sites web de qualité traitant du thème abordé ici, merci de compléter l'article en donnant les références utiles à sa vérifiabilité et en les liant à la section « Notes et références ».
La gare de Krasne (en ukrainien : Красне (станція)) est une gare ferroviaire située dans la ville de Krasne de l'oblast de Lviv, en Ukraine.

## Situation ferroviaire
La gare est exploitée par Lviv Railways, partie de Ukrzaliznytsia.

## Histoire
Elle faisait partie de la ligne de Chemin de fer de Galicie créée en 1858 par l'empire d'Autriche et ouvrait en 1869.